# Túró Rudi

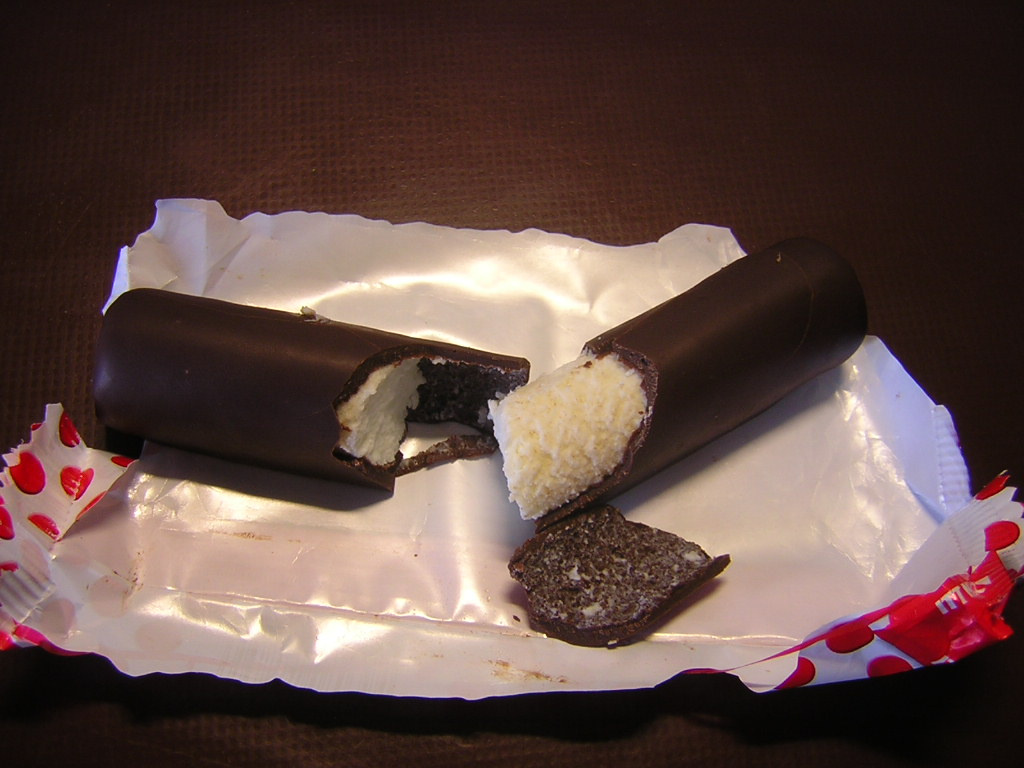
Túró-Rudi-Riegel

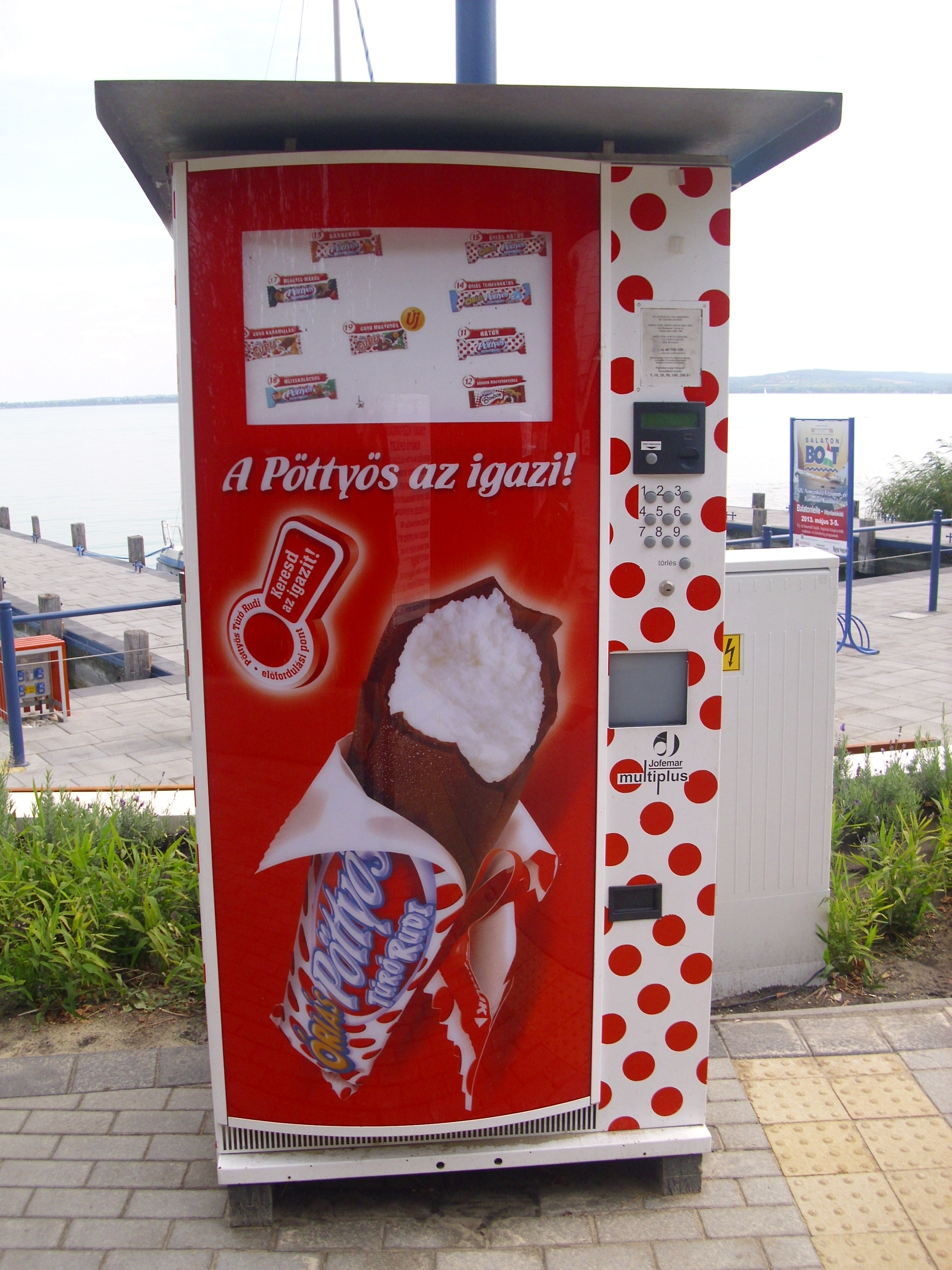
Túró-Rudi-Verkaufsautomat in der ungarischen Gemeinde Tihany am Hafen

Túró Rudi, ein mit einer Quarkzubereitung gefüllter Schokoladenriegel, ist eine bekannte Spezialität in Ungarn.
„Túró“ steht im Ungarischen für Quark oder Topfen. Vom Geschmack her nicht zu süß, gibt es den Túró Rudi in verschiedenen Größen wahlweise mit einem Überzug aus Zartbitterschokolade (klassisch) oder aus Vollmilchschokolade. Neben der naturbelassenen Füllung gibt es weitere Versionen mit Hinzugabe von Fruchtkonfitüre. „Rudi“ ist im Ungarischen, wie auch im Deutschen eine Koseform des männlichen Vornamens Rudolf, aber auch eine Anlehnung an das Wort rúd, das sich hier mit Stab oder Riegel übersetzen lässt, mit diesem Wort geht also um die Form des Produkts, bei „Túró“ eher um dessen Inhalt. Der Name „Rudi“ geht allerdings nicht, wie manchmal behauptet, auf Rudolf Mandeville, einen Vorarbeiter der Molkerei Erzsébetváros, der in der Produktion arbeitete, sondern auf Sándor Klein zurück, der neben der Namensfindung auch mit der Entwicklung der Verpackung und der Durchführung der einführenden Werbekampagne betraut wurde. Er entwickelte die erste Verpackung, verziert mit einem kleinen Mädchenkopf mit roten Zöpfen, auf der ein Punktmuster zu sehen war.

## Geschichte
Die Geschichte von Túró Rudi geht zurück auf das Jahr 1954, als die drei ungarischen Molkereifachleute Imre Takó, Ferenc Ketting und Zsolt Borka eine zweiwöchige Studienreise in die Sowjetunion unternahmen, um die dortige Milchwirtschaft zu studieren. Sie lernten ein Produkt kennen, das als Vorläufer des heutigen Túró Rudi gelten kann. Es handelte sich um eine aus einer Quark-Butter-Fett-Mischung hergestellte, gezuckerte und mit Schokolade überzogene Süßspeise, die eine weiche Konsistenz hatte. Nach der Studienreise wurde in Ungarn ein Bericht erstellt, der im Mitteilungsblatt der Milchindustrie veröffentlicht wurde. So kam es dazu, dass in den 1960er Jahren in der Molkerei Erzsébetváros in Budapest ein ähnliches Produkt entwickelt wurde. In Ungarn wurde die Konsistenz angepasst, so dass der Riegel einfach gekühlt aufbewahrt werden konnte. Die Massenproduktion begann 1968 am Ort der Produktentwicklung in der Molkerei Erzsébetváros, doch aufgrund der beengten und ungünstigen Standortbedingungen wurde sie bald nach Nyíregyháza und dann nach Mátészalka verlegt. Im Laufe der Zeit wurden neben der traditionellen puren Quarkfüllung verschiedene Geschmacksvarianten mit Haselnuss, Erdbeere, Pfirsich, Himbeere, Blaubeere oder Kokosnuss entwickelt. 2004 wurde Túró Rudi erfolgreich in den Nachbarländern Slowakei und Rumänien eingeführt. Im Handel gibt es den Riegel mittlerweile von verschiedenen Anbietern. Der originale Túró Rudi der Firma „Pöttyös“ wird in einer charakteristischen Verpackung mit Punkten angeboten. Die Punkte symbolisieren den Namen des ungarischen Herstellers „Pöttyös“ (ungarisch gepunktet). Seit geraumer Zeit wird Túró Rudi nicht nur in Geschäften verkauft, sondern auch mit Verkaufsautomaten.
„Rudi“ wurde 2005 auf der Anuga (Allgemeine Nahrungs- und Genussmittel-Ausstellung) präsentiert und wurde dort mit dem „Innovationspreis der Anuga Taste 05“ ausgezeichnet. Der Name Túró Rudi ist innerhalb der EU geschützt. Es gibt auch eine österreichische Variante, sie schmeckt aber anders als die ungarische: Die Frischkäsefüllung ist süßer und zudem in anderen Geschmacksvarianten erhältlich.